# ليون مايك
ليون مايك (بالإنجليزية: Leon Mike)‏ (4 سبتمبر 1981 بمانشستر في المملكة المتحدة - ) هو لاعب كرة قدم بريطاني في مركز الهجوم. شارك مع منتخب إنجلترا تحت 16 سنة لكرة القدم ومنتخب إنجلترا تحت 18 سنة لكرة القدم. أما مع النوادي، فقد لعب مع أكسفورد يونايتد ومانشستر سيتي ونادي أبردين ونادي هاليفاكس تاون ونادي اتحاد مانشستر وMossley A.F.C. ‏.

## وصلات خارجية
- ليون مايك على موقع قاعدة بيانات كرة القدم.إي يو (الإنجليزية)
- ليون مايك على موقع Soccerbase.com (لاعب) (الإنجليزية)